# Hals über Kopf (2001)
Hals über Kopf (Head Over Heels) ist eine US-amerikanische Filmkomödie von Mark Waters aus dem Jahr 2001.

## Handlung
Die Kunstrestauratorin Amanda Pierce findet in ihrer Wohnung ihren Freund vor, der gerade Sex mit einer anderen Frau hat. Daraufhin zieht sie als neue Mitbewohnerin in eine Wohnung ein, in der bereits vier Fotomodelle wohnen: Kanadierin Jade, Russin Roxana Milla Slasnakova, Australierin Candi und Afroamerikanerin Holly. Die Frauen feiern gerne Partys.
Pierce findet ihren Nachbarn Jim Winston attraktiv. Ihre Mitbewohnerinnen helfen ihr, Jim zu erobern. Eines Tages beobachtet sie jedoch durch das Fenster, dass Winston scheinbar eine Frau ermordet. Die alarmierte Polizei findet keine Leiche.
Später stellt sich heraus, dass Winston – der wirklich Bob Smoot heißt – ein verdeckt ermittelnder Agent des FBI ist. Der vermeintliche Mord wurde aus ermittlungstaktischen Gründen nachgestellt. Amanda und Jim kommen wieder zusammen.

## Kritiken
Desson Howe schrieb in der Washington Post vom 2. Februar 2001, Monica Potter und Freddie Prinze jr. könne man in ihren Rollen mögen. Der Film sei jedoch „einfach nur ein mittelmäßiges Vehikel für zwei angehende Stars“ („just another bland, fair-to-middling vehicle for two emerging, fledgling stars“).
Das Lexikon des internationalen Films schrieb, die Komödie verwechsle Tempo und Hektik wie auch Humor und Geschmacklosigkeit. Sie leihe unbeholfen bei den Screwball-Komödien Hollywoods sowie bei Alfred Hitchcock. Den Hauptdarstellern fehle der Charme. Die Komödie sei eine langweilige, talentlose „Fließband-Produktion“.
Die Deutsche Film- und Medienbewertung FBW in Wiesbaden verlieh dem Film das Prädikat wertvoll.

## Hintergrund
Der Film wurde in New York City und in Vancouver gedreht. Seine Produktionskosten betrugen schätzungsweise 14 Millionen US-Dollar. Die Komödie spielte in den Kinos weltweit ca. 14 Millionen Dollar ein.